# Honda RC166
Die Honda RC166 ist ein Rennmotorrad des japanischen Motorradherstellers Honda aus dem Jahre 1966.

## Renneinsatz
Der bekannteste Fahrer der RC166 war Mike Hailwood, der den WM-Titel in der Klasse bis 250 cm³ in den Jahren 1961 mit der Honda RC162 sowie 1966 und 1967 mit der RC166 errang. Die Überlegenheit der Maschine zeigte sich auch daran, dass Hailwood mit der RC166 im Jahr 1966 bei zehn der zwölf ausgetragenen 250er-Rennen siegte und 1967 seinen WM-Titel – wenn auch nur knapp – gegen Phil Read (Yamaha) verteidigte.
Damals wurde die Zylinderzahl noch nicht durch das Reglement begrenzt, so dass sich auch aus Viertaktmotoren hohe Leistungen erzeugen ließen. Auf diese Weise war Honda in der Lage, sich gegen die damalige starke Konkurrenz von Zweitaktmaschinen durchzusetzen. Als Ende der 1960er Jahre die Zylinderzahl durch das Reglement begrenzt wurde, konnte Honda mit den konkurrierenden Zweitaktern nicht mehr mithalten und zog sich aus dieser Klasse bis 1985 zurück.
In den Jahren 1966 und 1967, vor der Reglementänderung, errang die RC166 bei 26 Starts 17 Siege und wurde damit zu einem der erfolgreichsten Motorräder in der Geschichte der Motorrad-Weltmeisterschaft. In diesen beiden Jahren errang Honda mit dem Modell sowohl die Fahrer- als auch die Konstrukteurs-Weltmeisterschaft.

## Technische Daten
Angetrieben wurde die Maschine von einem Viertaktmotor mit sechs Zylindern, der über einen Hubraum von 249,42 cm³ und eine Leistung von 44 kW (60 PS) bei einer Drehzahl bis zu 18.000/min verfügte – für ihre Zeit ein technisches Novum.
Der Motor mit einer Bohrung von 39 mm und einem Hub von 34,8 mm erbrachte ein Zylindervolumen 41 cm³ pro Brennraum und führte seine Abgase über eine Sechs-in-Sechs-Auspuffanlage ab. Da es sich bei diesen Maschinen um individuelle Kleinstserien handelte, variiert die angegebene Leistung gelegentlich.

## Varianten
Die 250er Honda mit Sechszylindermotor hatte ihr Debüt 1964 mit der Modellbezeichnung 3RC164 und einer Leistung von 40 kW (54 PS) mit 247,3 cm³ und 7-Gang-Getriebe, beim Großen Preis der Nationen in Monza. Nach drei Einsätzen in 1964 kam 1965 ein überarbeitetes Modell mit der Bezeichnung RC165 zum Einsatz, welches eine Leistung von 41 kW (56 PS) bei 16.500/min produzierte. Sie hatte 249,4 cm³ und verfügte über ein 8-Gang-Getriebe. Die letzte Entwicklung dieser Reihe war 1966 das Modell RC166, die mit einer Leistung von über 44 kW (60 PS) und Drehzahlen bis über 18.000/min aufwartete. In dieses letzte Modell baute man wieder ein Getriebe mit sieben Gängen ein.